# Dubinectes acutitelson
Dubinectes acutitelson är en kräftdjursart som först beskrevs av Menzies 1962.  Dubinectes acutitelson ingår i släktet Dubinectes och familjen Munnopsidae. Inga underarter finns listade i Catalogue of Life.